# Matias Nielsen
Matias Nielsen (ur. 28 lipca 1999) – duński żużlowiec.

## Życiorys
Zdobywca srebrnych medali drużynowych mistrzostw świata juniorów (Outrup 2020) oraz drużynowych mistrzostw Europy juniorów (Łódź 2020). Dwukrotny srebrny medalista młodzieżowych indywidualnych mistrzostw Danii (Esbjerg 2019, Outrup 2020). 
W 2021 zajął II m. w turnieju o Łańcuch Herbowy miasta Ostrowa Wielkopolskiego, natomiast w 2022 – III m. w turnieju o Koronę Bolesława Chrobrego – Pierwszego Króla Polski w Gnieźnie.
W polskiej lidze żużlowej zawodnik klubów SpecHouse PSŻ Poznań (2021, II liga, średnia biegowa 1,926) oraz Arged Malesa Ostrów (2022, Ekstraliga).
W sezonie 2021 był członkiem kadry narodowej Danii U23.

## Przynależność klubowa
Polska
- KS Toruń (2019–2020)
  - PSŻ Poznań (2020, gość)
- PSŻ Poznań (2021)
- TŻ Ostrovia (2022–2023)
- PSŻ Poznań (2024-)